# Kállai Kopis János
Kállai Kopis János (Nagykálló, ? – Margitta, ?1681.) református lelkész. 

## Élete
Debrecenben tanult, majd 1670 januárja után Szikszón tanított. 1673 tavaszán külföldre indult, és az Odera-Frankfurti, marburgi, heidelbergi, bázeli, illetve zürichi egyetemen folytatta tanulmányait. 1677-ben bagaméri, 1679 májusában pedig margittai pap lett. 

## Művei
- De haereditate ecclesiae. (Basel, 1674.)
- De peccato in Spiritum Sanctum (Máté XII. 22–32.). (Zürich, 1675.)
- Üdvözlő verset írt Eperjesi Mihályhoz, Vásárhelyi Györgyhöz, Veresegyházi Tamás (latinul és héberül), Pápai Páriz Ferenchez (magyarul és görögül)